# Global Flatline
Global Flatline es el séptimo álbum de la banda belga de death metal Aborted. Salió a la venta en enero de 2012, a través de Century Media Records. El álbum fue grabado en los estudios Hansen en Dinamarca con el productor Jacob Hansen, y es el primero en contar con los ex Abigail Williams Ken Bedene en la batería y Mike Wilson en la guitarra, además del bajista J.B. Van Der Wal (recién integrado a Leaves' Eyes).
Las canciones "Coronary Reconstruction", "From a Tepid Whiff" y "Grime" aparecieron previamente en el EP del 2010 Coronary Reconstruction.
El primer sencillo, "Global Flatline", fue lanzado digitalmente el 25 de octubre del 2011.

## Lista de canciones
| N.º | Título                                     | Duración |  |
| 1.  | «Omega Mortis»                             | 1:01     |  |
| 2.  | «Global Flatline»                          | 3:36     |  |
| 3.  | «Источник Болезни (The Origin of Disease)» | 3:04     |  |
| 4.  | «Coronary Reconstruction»                  | 4:28     |  |
| 5.  | «Fecal Forgery»                            | 2:52     |  |
| 6.  | «Of Scabs & Boils»                         | 2:53     |  |
| 7.  | «Vermicular, Obscene, Obese»               | 2:51     |  |
| 8.  | «Expurgation Euphoria»                     | 3:50     |  |
| 9.  | «From a Tepid Whiff»                       | 3:03     |  |
| 10. | «The Kallinger Theory»                     | 3:43     |  |
| 11. | «Our Father, Who Art of Feces»             | 2:43     |  |
| 12. | «Grime»                                    | 3:47     |  |
| 13. | «Endstille»                                | 6:31     |  |

## Créditos
Aborted
- Sven "Svencho" de Caluwé – voz
- Eran Segal – Guitarra
- Mike Wilson – Guitarra
- Ken Bedene – Batería
- J.B. Van Der Wal – Bajo

Invitados
- Trevor Strnad de The Black Dahlia Murder - voz (en "Vermicular, Obscene, Obese")
- Julien Truchan de Benighted - voz (en "The Origin of Disease")
- Jason Netherton de Misery Index - voz (en "Grime")
- Keijo Niinimaa de Rotten Sound - voz (en "Our Father, Who Art of Feces")

Producción
- Jacon Hansen – Productor, Ingeniero de Audio, Mezclador, Masterizador
- Justin Osbourn – Diseño y Arte de la portada